# Sędzimirowice (gromada)
Sędzimirowice – dawna gromada, czyli najmniejsza jednostka podziału terytorialnego Polskiej Rzeczypospolitej Ludowej w latach 1954–1972.
Gromady, z gromadzkimi radami narodowymi (GRN) jako organami władzy najniższego stopnia na wsi, funkcjonowały od reformy reorganizującej administrację wiejską przeprowadzonej jesienią 1954 do momentu ich zniesienia z dniem 1 stycznia 1973, tym samym wypierając organizację gminną w latach 1954–1972.
Gromadę Sędzimirowice z siedzibą GRN w Sędzimirowicach utworzono – jako jedną z 8759 gromad na obszarze Polski – w powiecie kaliskim w woj. poznańskim, na mocy uchwały nr 22/54 WRN w Poznaniu z dnia 5 października 1954. W skład jednostki weszły obszary dotychczasowych gromad Sędzimirowice, Nacesławice, Morawki i Mroczki Wielkie oraz miejscowość Korzenica z dotychczasowej gromady Korzenica ze zniesionej gminy Staw w tymże powiecie. Dla gromady ustalono 11 członków gromadzkiej rady narodowej.
Gromadę zniesiono 1 stycznia 1960, a jej obszar włączono do gromady Staw w tymże powiecie.